# 2631 Zhejiang
2631 Zhejiang је астероид главног астероидног појаса чија средња удаљеност од Сунца износи 2,798 астрономских јединица (АЈ).
Апсолутна магнитуда астероида је 12,0.